# Ashley Ahlquist
Ashley Ahlquist ist eine US-amerikanische Schauspielerin.

## Leben
Ahlquist wuchs im US-Bundesstaat Minnesota als zweitälteste von sechs Kindern auf. Sie studierte Politikwissenschaft und arbeitete danach am Kapitol der Vereinigten Staaten, ehe sie für sich entschied, nach Los Angeles zu ziehen und Schauspielerin werden zu wollen. Nach ersten Produktionen am Theater, erfolgte ab Mitte der 2000er Jahre der Schritt zur Fernsehschauspielerin. 2007 spielte sie im Fernsehfilm The Surprise mit. Eine größere Rolle spielte sie im Film Eat Your Heart Out, der im Jahr 2023 erschien. Zwischen 2022 und 2023 wirkte sie in den Katastrophenfernsehfilmen Super Volcano, Megaquake – Kalifornien am Abgrund und Ice Storm – Der Beginn einer neuen Eiszeit mit. 2024 stellte sie im Monsterfilm Ape X Mecha Ape: New World Order eine der weiblichen Hauptrollen als Wissenschaftlerin Marina dar. Alle vier Filme wurden vom kalifornischen Filmstudio The Asylum produziert.
Sie spielt in mehreren YouTube-Webserien wie Dhar Mann, Totally Studios und Dhar Mann Bonus mit.

## Filmografie (Auswahl)
- 2007: The Surprise (Fernsehfilm)
- 2009: Theater of the Word, Inc. (Fernsehserie)
- 2009–2014: G.K. Chesterton: The Apostle of Common Sense (Fernsehserie, 21 Episoden, verschiedene Rollen)
- 2010–2011: Young Catholic Minute (Fernsehserie)
- 2012: Harry’s Law (Fernsehserie, Episode 2x21)
- 2012: Manalive
- 2014: Virgin America: Break Free (Kurzfilm)
- 2014: Catfish – Verliebte im Netz (Catfish: The TV Show, Fernsehserie, Episode 3x14)
- 2014: Frankenstein, Missouri
- 2014: Hipsters Anonymous (Fernsehserie, 8 Episoden)
- 2015: Gurls Aren’t Funny (Fernsehserie, Episode 2x02)
- 2015: I Still Didn’t Know I Was Pregnant (Fernsehserie, Episode 1x02)
- 2015: West of the 405 (Fernsehfilm)
- 2016: Snapped: She Made Me Do It (Fernsehserie, Episode 2x01)
- 2016: The Coroner: I Speak for the Dead (Fernsehserie, Episode 1x05)
- 2016: Ryan’s Life (Fernsehserie, Episode 2x04)
- 2017: Bigger Than the Beatles
- 2017: Deep Undercover (Fernsehserie, 3 Episoden, verschiedene Rollen)
- 2018: Chronomega (Fernsehserie)
- 2018: Park Bench Parenting (Fernsehserie, Episode 1x05)
- 2019: Valley Junk TV (Fernsehserie, 2 Episoden, verschiedene Rollen)
- 2020: Miss-Connecting (Kurzfilm)
- seit 2021: Dhar Mann (Webserie, verschiedene Rollen)
- 2022: People Magazine: Investigativ (People Magazine Investigates, Fernsehserie, Episode 6x03)
- 2022: Super Volcano (Fernsehfilm)
- 2022: Megaquake – Kalifornien am Abgrund (20.0 Megaquake, Fernsehfilm)
- 2022: American HUN Story
- seit 2022: Totally Studios (Webserie, verschiedene Rollen)
- 2023: Ice Storm – Der Beginn einer neuen Eiszeit (Ice Storm, Fernsehfilm)
- 2023: Blood & Money (Fernsehserie, Episode 1x01)
- 2023: The Pom Pom Diaries (Miniserie)
- 2023: Under the Influence (Miniserie)
- 2023: Eat Your Heart Out
- seit 2023: Dhar Mann Bonus (Fernsehserie, verschiedene Rollen)
- 2024: Ape X Mecha Ape: New World Order
- 2024: Supermission (Fernsehserie, Episode 2x01)
- 2024: Sit Down, Be Humble (Miniserie)
- 2024: Damn! The Duke Got the Wrong Girl
- 2024: Fated to My Swapped Alpha (Miniserie)
- 2024: Captured and Bound by My CEO (Fernsehserie)
- 2024: Betrayed by Love (Fernsehfilm)
- 2024: The Nurse’s Secret Marriage (Miniserie)
- seit 2025: Runaway Billionaire Becomes My Groom (Miniserie)
- 2025: Pucked and Pregnant (Miniserie)
- 2025: The Virgin’s Bucket List (Miniserie)
- 2025: Ms. Detective and Mr. Thief (Miniserie)